# Opecarcinus crescentus
Opecarcinus crescentus is een krabbensoort uit de familie van de Cryptochiridae. De wetenschappelijke naam van de soort is voor het eerst geldig gepubliceerd in 1925 door Edmondson.